# Pic de Rosari de Baciver
El Pic de Rosari de Baciver, en occità Tuc de Rosari de Vacivèr, és una muntanya de 2.617 metres que es troba a cavall dels termes municipals d'Alt Àneu (antic terme d'Isil), a la comarca del Pallars Sobirà, i de Naut Aran (antic terme de Tredòs), a la comarca de la Vall d'Aran.